# شويتشي كاتو
شويتشي كاتو (باليابانية: 加藤周一؛ بالكانا: かとう しゅういち) هو ناقد أدبي وطبيب وكاتب ياباني، ولد في 19 سبتمبر 1919 في طوكيو في اليابان، وتوفي في 5 ديسمبر 2008 في طوكيو (اليابان) في اليابان.

## وصلات خارجية
- شويتشي كاتو على موقع ميوزك برينز (الإنجليزية)